# جيسيكا هوستون
جيسيكا هوستون (بالإنجليزية: Jessica Houston)‏ هي متزلجة فنية أمريكية، ولدت في 18 نوفمبر 1989.

## وصلات خارجية
- جيسيكا هوستون على موقع الاتحاد الدولي للتزلج (الإنجليزية)